# Metoda antyrretyczna
Metoda antyrretyczna – metoda pracy duchowej praktykowana w starożytnym monastycyzmie chrześcijańskim. Był to sposób reagowania na negatywne autosugestie: ilekroć mnichom przychodziło na myśl jakieś negatywne zdanie lub pokusa, przeciwstawiali jej jakieś zdanie pozytywne. Przeważnie był to krótki i łatwy do zapamiętania cytat z Biblii. 
Metodę antyrretyczną rozwinął Ewagriusz z Pontu (345–399) w dziele Antirrhetikon (Kontrargumenty). Przedstawił tam listę ponad 600 negatywnych autosugestii, mogących uczynić człowieka chorym (patrz acedia). Zestawiał z nimi pozytywne zdania z Pisma Świętego, pomocne w pokonywaniu złych myśli.
We współczesnej duchowości chrześcijańskiej metodę antyrretyczną propaguje Anselm Grün. Jako najlepsze źródło pozytywnych sformułowań Grün wskazuje fragmenty Księgi Psalmów, Księgę Przysłów oraz słowa Jezusa. 